# 灰沙圍 (元朗區)
灰沙圍（英語：Fui Sha Wai）是香港元朗區屏山的一個圍村。

## 歷史
灰沙圍是屏山鄧氏建立的「三圍六村」之一。「三圍六村」分別為：上璋圍、橋頭圍、灰沙圍、坑頭村、坑尾村、塘坊村、新村、洪屋村及新起村。

## 所屬區議會選區
灰沙圍在立法會地區直選當中，屬於新界北（LC7）選區範圍之內，而地方行政則為元朗區。灰沙圍與屏山鄉中部地區組成元朗區議會屏山中選區。前任區議員為天水圍地區民生促進會成員張智陽。

### 歷屆區議員
| 選區名稱 | 屆別                   | 議員   | 政治聯繫                        | 政治聯繫                        | 議員                            | 政治聯繫                        | 政治聯繫       |
| -------- | ---------------------- | ------ | ------------------------------- | ------------------------------- | ------------------------------- | ------------------------------- | -------------- |
| 元朗西郊 | 1982年－1985年         | 陳泰祥 |                                 | 無黨籍                          | 定為單議席選區                  | 定為單議席選區                  | 定為單議席選區 |
| 元朗西郊 | 1985年－1988年         | 鄧潤廉 | 鄧合穩                          | 無黨籍                          |                                 | 無黨籍                          |                |
| 元朗西郊 | 1988年－1991年         | 張彥南 | 鄧合穩                          | 無黨籍                          |                                 | 無黨籍                          |                |
| 屏山     | 1991年－1994年         | 楊兆康 | 分拆出村選區後， 定為單議席選區 | 分拆出村選區後， 定為單議席選區 | 分拆出村選區後， 定為單議席選區 | 分拆出村選區後， 定為單議席選區 |                |
| 屏山     | 1994年－1999年         | 鄧慶業 | 分拆出村選區後， 定為單議席選區 | 分拆出村選區後， 定為單議席選區 | 分拆出村選區後， 定為單議席選區 | 分拆出村選區後， 定為單議席選區 |                |
| 屏山北   | 2000年－2003年         | 鄧慶業 | 分拆出村選區後， 定為單議席選區 | 分拆出村選區後， 定為單議席選區 | 分拆出村選區後， 定為單議席選區 | 分拆出村選區後， 定為單議席選區 |                |
| 屏山北   | 2004年－2007年         | 鄧慶業 | 分拆出村選區後， 定為單議席選區 | 分拆出村選區後， 定為單議席選區 | 分拆出村選區後， 定為單議席選區 | 分拆出村選區後， 定為單議席選區 |                |
| 屏山北   | 2008年－2011年         | 鄧慶業 | 分拆出村選區後， 定為單議席選區 | 分拆出村選區後， 定為單議席選區 | 分拆出村選區後， 定為單議席選區 | 分拆出村選區後， 定為單議席選區 |                |
| 屏山北   | 2012年－2015年         | 鄧慶業 | 分拆出村選區後， 定為單議席選區 | 分拆出村選區後， 定為單議席選區 | 分拆出村選區後， 定為單議席選區 | 分拆出村選區後， 定為單議席選區 |                |
| 屏山中   | 2016年－2019年         | 鄧慶業 | 分拆出村選區後， 定為單議席選區 | 分拆出村選區後， 定為單議席選區 | 分拆出村選區後， 定為單議席選區 | 分拆出村選區後， 定為單議席選區 |                |
| 屏山中   | 2020年－2021年10月21日 | 張智陽 | 分拆出村選區後， 定為單議席選區 | 分拆出村選區後， 定為單議席選區 | 分拆出村選區後， 定為單議席選區 | 分拆出村選區後， 定為單議席選區 |                |
| 屏山中   | 2021年10月22日－2023年 | 待補選 | 待補選                          | 待補選                          | 分拆出村選區後， 定為單議席選區 | 分拆出村選區後， 定為單議席選區 |                |

## 行政劃分
灰沙圍為屏山鄉事委員會中37個鄉村代表之一。

## 外部連結
- 居民代表選舉灰沙圍（屏山）的劃定現有鄉村範圍（2019至2022年） （页面存档备份，存于）
- 古物古蹟辦事處：灰沙圍 （页面存档备份，存于）

22°26′18″N 114°00′23″E / 22.438439°N 114.006388°E